# Marianne Weber (Frauenrechtlerin)

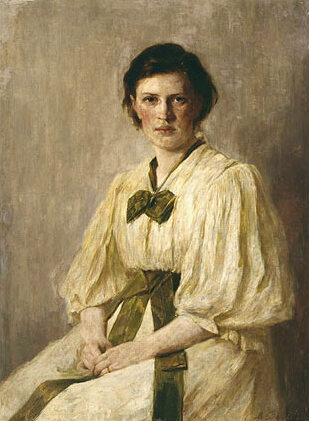
Marianne Weber (1896)

Marianne Weber, geborene Schnitger (* 2. August 1870 in Oerlinghausen, Fürstentum Lippe; † 12. März 1954 in Heidelberg, Baden-Württemberg), war eine deutsche Frauenrechtlerin und Rechtshistorikerin. Sie hielt die erste Rede als Frau im demokratisch neu gewählten Parlament vor der badischen verfassunggebenden Nationalversammlung in Karlsruhe am 15. Januar 1919. 1926 veröffentlichte sie eine einflussreiche Biografie ihres Ehemanns Max Weber.

## Leben und Werk
Marianne Schnitger war die einzige Tochter des Landarztes Eduard Schnitger und dessen Frau Anna Schnitger, geborene Weber, Tochter des Leinenfabrikanten Carl David Weber. Ihre Mutter Anna starb bei der Geburt ihrer zweiten Tochter, kurz danach starb auch das Kind. Nach dem Tod der Mutter 1873 zog sie mit dem Vater in seinen Heimatort Lemgo und wohnte dort später bei Großmutter und Tante.
Sie besuchte von 1877 bis 1886 die Städtische Töchterschule in Lemgo (das heutige Marianne-Weber-Gymnasium) und bis 1889 die Höhere Töchterschule in Hannover. Nach dem Tod der Großmutter 1889 wohnte sie als Haustochter bei Verwandten in Oerlinghausen. 1891 und 1892 verbrachte sie einige Zeit in Berlin und begann 1892 eine Ausbildung zur Zeichnerin. In Berlin hatte sie engen Kontakt zu Verwandten ihrer verstorbenen Mutter, Max und Helene Weber, den Eltern ihres späteren Mannes. Am 20. September 1893 heiratete sie Max Weber jun. im Alter von 23 Jahren in Oerlinghausen. Anschließend zog sie mit ihm in eine eigene Wohnung nach Berlin. Nach ihrem Umzug nach Freiburg im Breisgau 1894 begann sie, sich in der Frauenbewegung zu engagieren. Ab 1896 studierte sie Philosophie und Nationalökonomie an der Albert-Ludwigs-Universität Freiburg. Da Frauen damals nicht zum regulären Studium zugelassen waren (vgl. Frauenstudium im deutschen Sprachraum), studierte sie mit einer besonderen Genehmigung als Gasthörerin und konnte somit Vorlesungen und Seminare besuchen.
1897 erhielt Max Weber einen Ruf an die Universität Heidelberg, was einen Umzug bewirkte. Ihr Engagement in der Frauenbewegung führte sie in Heidelberg weiter. Wie ihr Mann begann Marianne Weber mit dem Schreiben wissenschaftlicher Texte. Nach ihrer ersten Buchveröffentlichung 1900, Fichtes Sozialismus und sein Verhältnis zur Marxschen Doktrin, erschien 1907 ihr Hauptwerk Ehefrau und Mutter in der Rechtsentwicklung. Max Weber erkrankte 1898 für fast sechs Jahre an schweren Depressionen und musste schließlich seine Hochschultätigkeit beenden. In dieser Zeit reisten Marianne und Max Weber 1900 bis 1903 häufig innerhalb Europas und 1904, als Max Weber seine Krankheit überwunden hatte, in die USA. Zu dieser Zeit war die Frauen-Emanzipation in Amerika schon weiter vorangeschritten, was bei Marianne einen bleibenden Eindruck hinterließ.
Marianne Weber waren die gleiche Rechte von Männern und Frauen ein großes Anliegen. 1901 trat sie dem Vorstand des Bundes deutscher Frauenvereine (BDF), der Dachorganisation der bürgerlichen Frauenbewegung, bei und gründete ebenfalls eine Rechtsschutzstelle für Frauen, vor allem für Dienstmädchen und Kellnerinnen.
Als im Juli 1907 ihr Großvater mütterlicherseits starb, erbte sie ein beachtliches Vermögen. Dies ermöglichte den Eheleuten ein finanziell sorgenfreies Leben. Im selben Jahr hielt sie einen Vortrag in Straßburg beim Evangelisch-sozialen Kongress über „Sexualethik und Prinzipienfragen“. 1907 veröffentlichte Weber eine umfassende Untersuchung über das Recht der Frau. Ihr Werk Ehefrau und Mutter in der Rechtsentwicklung verfolgte den Zweck, Ehe und Familie nahezu aller bedeutenden Völker und Zeiten zu analysieren.
1914, zu Beginn des Ersten Weltkriegs, engagierte sie sich im Heidelberger „Nationalen Frauendienst“.
Im Jahre 1918 war Marianne Weber Mitbegründerin der Deutschen Demokratischen Partei. Sie nahm aktiv am Wahlkampf teil, wurde 1919 in die verfassungsgebende Nationalversammlung der Republik Baden gewählt und erste Schriftführerin in einem deutschen Parlament. In der ersten Sitzung des Landtages hielt sie eine Ansprache. Das war das erste Mal, dass eine Frau in einem deutschen Parlament sprach. Das Mandat gab sie nach der Übersiedlung des Ehepaars Weber nach München anlässlich Max Webers Berufung an die Ludwig-Maximilians-Universität München auf. Von 1919 bis 1923 war sie Vorsitzende des Bundes deutscher Frauenvereine, anstelle der dafür ursprünglich vorgesehenen Alice Salomon, die aus Angst vor antisemitischer Propaganda übergangen wurde. So war Weber auch befreundet mit Gertrud Bäumer, einer führenden Repräsentantin der bürgerlichen Frauenbewegung, und teilte mit ihr das Ideal der asketischen Liebe.

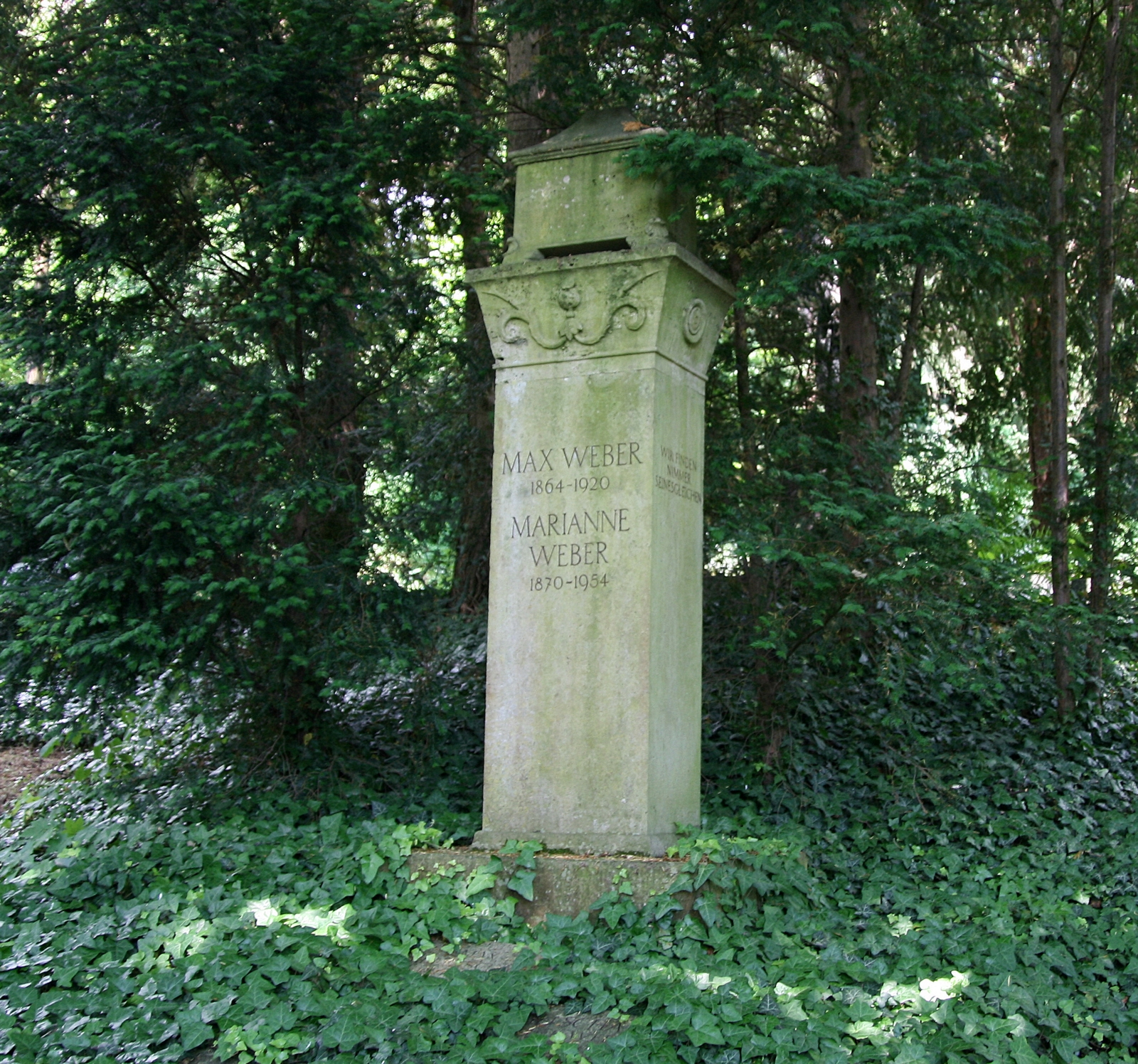
Grabstätte mit Sandstein-Stele von Max Weber und Marianne Weber auf dem Heidelberger Bergfriedhof in der Abteilung E

Kurz nach dem Umzug des Ehepaars nach München 1919 starb ihr Mann dort 1920. Marianne Weber gab zunächst alle öffentlichen Ämter auf und kümmerte sich um die Veröffentlichung seiner Werke. Sie gab 1921/1922 sein Hauptwerk Wirtschaft und Gesellschaft heraus, das bis zu ihrem Tod zwei zum Teil editorisch überarbeitete Neuauflagen erfuhr, und sorgte bis 1924 für die Sammlung eines Großteils seiner weitverstreuten Veröffentlichungen in den siebenbändigen Gesammelten Aufsätzen. 1936 folgte die Herausgabe einer Sammlung seiner Jugendbriefe. Eine anschließend geplante Veröffentlichung seiner Reisebriefe aus den 1890er Jahren wurde nicht verwirklicht. Nach ihrer Rückkehr nach Heidelberg 1921 wurde ihr 1922 für ihre Herausgebertätigkeit die Ehrendoktorwürde der Universität verliehen.
Ihre einflussreiche Biografie Max Weber. Ein Lebensbild veröffentlichte sie 1926. Bis zu ihrem Tod 1954 war sie in Heidelberg als Wissenschaftlerin und Autorin tätig. Sie führte den privaten Gesprächskreis mit Heidelberger Gelehrten weiter, den ihr Mann begründet hatte, und an dem ihr Schwager Alfred Weber beteiligt war. Zudem kümmerte sie sich um die vier Kinder von Max Webers jüngster Schwester Lili, für die sie nach deren Freitod 1920 die Vormundschaft übernahm und die sie 1928 adoptierte. Die eigene Ehe war kinderlos geblieben.

## Ehrungen

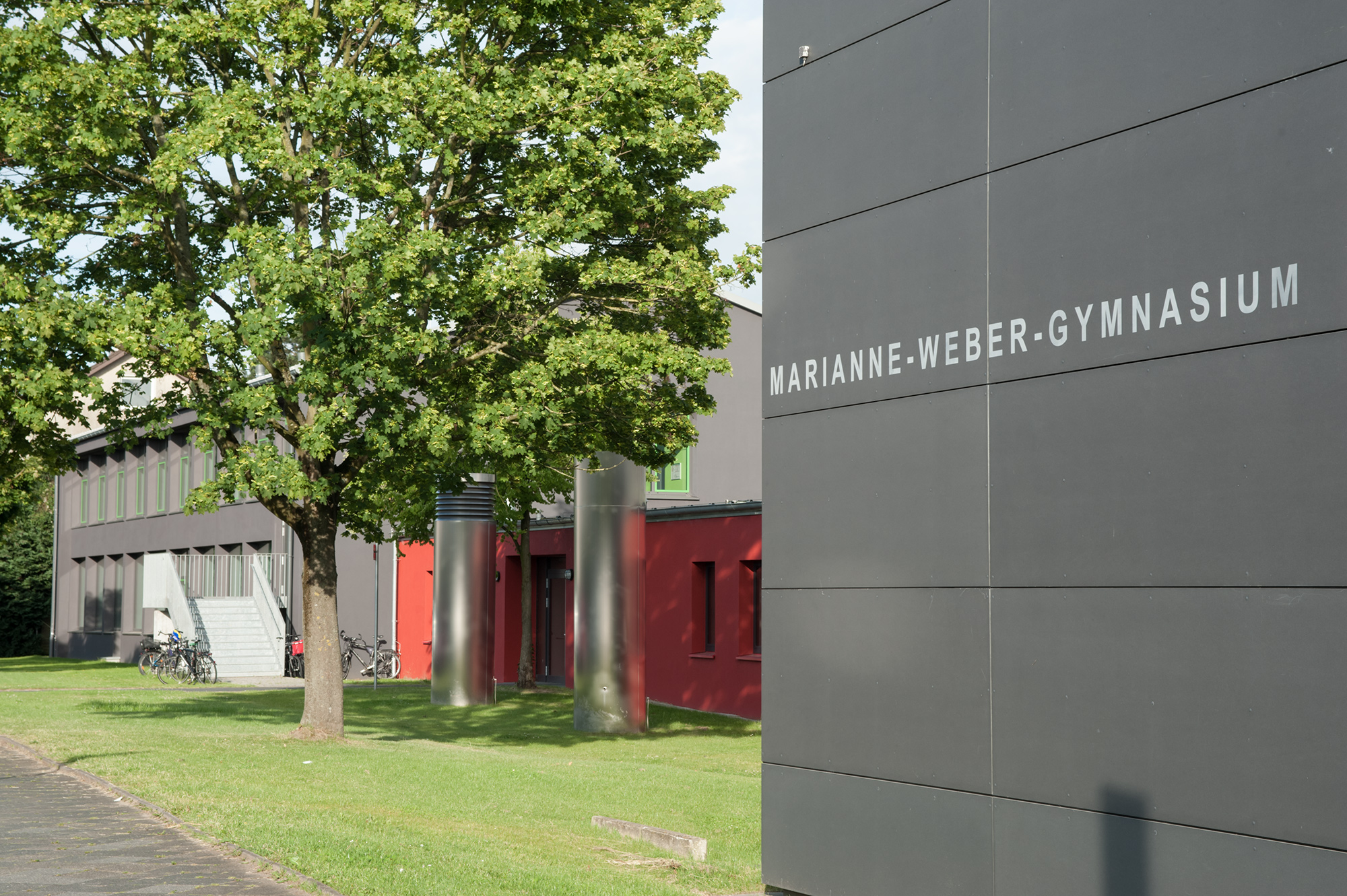
Ansicht des Marianne-Weber-Gymnasiums in Lemgo

- 1922 wurde Marianne Weber die Ehrendoktorwürde der juristischen Fakultät der Universität Heidelberg verliehen.[12]
- In Lemgo ist das Marianne-Weber-Gymnasium nach ihr benannt.
- In Recklinghausen und in Oerlinghausen sind Straßen nach Marianne Weber benannt.

## Schriften (Auswahl)
- Fichte’s Sozialismus und sein Verhältnis zur Marx’schen Doktrin (= Volkswirtschaftliche Abhandlungen der badischen Hochschulen. 4, 3, ZDB-ID 504177-6). Mohr, Tübingen u. a. 1900.
- Beruf und Ehe. Die Beteiligung der Frau an der Wissenschaft. 2 Vorträge. Buchverlag der Hilfe, Berlin-Schöneberg 1906.
- Ehefrau und Mutter in der Rechtsentwicklung. Eine Einführung. Mohr, Tübingen 1907, archive.org. Neudruck Aalen 1971.
- Autorität und Autonomie in der Ehe. In: Logos, Band 3, Nr. 1, 1912, ISSN 1614-2470, S. 103–114 (Digitalisat).
- Zur Frage der Bewertung der Hausfrauenarbeit. In: Die Frau. Monatsschrift für das gesamte Frauenleben unserer Zeit. Bd. 19, 1911/1912, ZDB-ID 213934-0, S. 389–399.
- Die Frau und die objektive Kultur. In: Logos. Bd. 4, Nr. 3, 1913, S. 328–363 (Digitalisat).
- Die neue Frau. In: Centralblatt des Bundes Deutscher Frauenvereine. Bd. 15, 1914, ZDB-ID 537135-1, S. 154–156.
- Eheideal und Eherecht. In: Jahrbuch der Frauenbewegung. Bd. 3, 1914, ZDB-ID 217782-1, S. 175–187.
- Vom Typenwandel der studierenden Frau. In: Die Frau. Monatsschrift für das gesamte Frauenleben unserer Zeit. Bd. 24, 1916/1917, S. 514–530.
- Die Formkräfte des Geschlechtslebens. In: Die Frau. Monatsschrift für das gesamte Frauenleben unserer Zeit. Bd. 25, 1917/1918, S. 119–130, 141–149, 191–193.
- Die besonderen Kulturaufgaben der Frau. In: Die Frau. Monatsschrift für das gesamte Frauenleben unserer Zeit. Bd. 26, 1918/1919, S. 107–113, 137–143.
- Frauenfragen und Frauengedanken. Gesammelte Aufsätze. Mohr, Tübingen 1919 (Digitalisat).
- Max Weber. Ein Lebensbild. Mohr, Tübingen 1926 (mehrere Auflagen).
- Die Frauen und die Liebe. Langewiesche, Königstein (Taunus) u. a. 1935.
- Erfülltes Leben. Schneider, Heidelberg 1946.
- Lebenserinnerungen. Storm, Bremen 1948.
- Wege einer Freundschaft. Briefwechsel Peter Wust – Marianne Weber 1927–1939. Herausgegeben von Walter Theodor Cleve. Kerle, Heidelberg 1951.
- Frauen auf der Flucht. Aus dem Nachlaß von Max und Marianne Weber herausgegeben vom Marianne-Weber-Institut e. V. in Oerlinghausen. Aisthesis-Verlag, Bielefeld 2005, ISBN 3-89528-517-X.
- Frauenfragen.  Ausgewählte Reden und Schriften. Hrsg.: Gunilla Budde, Edith Hanke. Mohr Siebeck, Tübingen 2025, ISBN 978-3-16-164711-6, doi:10.1628/978-3-16-164711-6 (mohrsiebeck.com [abgerufen am 2. August 2025] Open Access unter CC BY-SA 4.0).